# Maison natale de sainte Odile
La maison natale de sainte Odile est un monument historique situé à Obernai, dans le département français du Bas-Rhin.

## Localisation
Ce bâtiment est situé rue Athic à Obernai.

## Historique
L'édifice fait l'objet d'un classement au titre des monuments historiques depuis 1981.